# AB Fagerhult
Fagerhult Group är en koncern för tillverkning av belysningsarmatur, med cirka 4 100 anställda och verksamheter i 27 länder. Koncernen grundades 1945 av Bertil Svensson som en liten fabrik med sex anställda i en by i Västergötland. I dag, 2025, består Fagerhult Group av tolv varumärken som utvecklar och tillverkar avancerade belysningslösningar för professionella inomhus- och utomhusmiljöer.
I koncernen ingår 12 varumärken:  
1. Fagerhult – belysningslösningar för kontor, skolor, vård och detaljhandel.
2. iGuzzini – arkitektonisk belysning.
3. Ateljé Lyktan – svenskt designfokuserat belysningsvarumärke.
4. LTS – tyskt varumärke med fokus på detaljhandel och kontor.
5. Whitecroft Lighting – brittisk belysning för utbildning, vård och kommersiella miljöer.
6. Designplan Lighting – belysning för krävande miljöer som transport och säkerhet.
7. Eagle Lighting – australiskt varumärke för kontor, vård och utbildning.
8. I-Valo – finskt varumärke specialiserat på industriell belysning.
9. Arlight – turkisk tillverkare av belysning för offentliga miljöer.
10. LED Linear – tysk specialist på linjär LED-belysning.
11. WE-EF – tyskt varumärke för teknisk utomhusbelysning.
12. Veko – nederländskt varumärke med energieffektiv industriell belysning.

Moderbolaget Fagerhult Group AB är ett börsnoterat bolag på Nasdaq Stockholm. Den största ägaren är Investment AB Latour, som innehar omkring 48 procent av aktierna.